# 鲜黄杜鹃
鲜黄杜鹃（学名：Rhododendron xanthostephanum）为杜鹃花科杜鹃花属下的一个种。

## 扩展阅读
- 維基物種上的相關：鲜黄杜鹃